# FitGirl Repacks
FitGirl Repacks est un site web distribuant des versions piratés de jeux vidéo. FitGirl Repacks est connu pour « reconditionner » (ou repacker) des jeux vidéo, en les compressant de manière significative afin qu'ils puissent être téléchargés et partagés plus efficacement,. Le site TorrentFreak classe FitGirl Repacks au  6e rang en 2021 et au 9e  rang en 2020 dans la liste des 10 sites torrent les plus populaires.
FitGirl, la créatrice du site, ne craque pas les jeux ; au lieu de cela, elle utilise des installateurs de jeux existants ou des fichiers de jeux piratés comme les versions partagées par la scène Warez et les reconditionne dans une taille de téléchargement beaucoup plus petite que la version originale. Les jeux reconditionnés, généralement limités à Microsoft Windows, sont distribués via des sites d'hébergement de fichiers et BitTorrent. FitGirl Repacks prétend être basée en Lettonie,.
La mascotte de FitGirl Repacks est l'actrice française Audrey Tautou telle qu'elle apparaît dans le film Le Fabuleux Destin d'Amélie Poulain de 2001.

## Histoire
En 2012, FitGirl a commencé à compresser les fichiers de jeux pour son usage personnel. Mais après avoir réalisé que les reconditionnements publics sur les sites de piratage étaient plus petits que ses reconditionnements initiaux, elle a décidé d'apprendre à optimiser sa propre compression. Lorsque ses repacks sont devenus plus optimisés que ceux déjà disponibles, elle a alors commencé à les partager. Le premier jeu qu'elle a partagé était un repack de Geometry Wars 3: Dimensions (en) sur des trackers russes. Depuis, ses repacks ont gagné en popularité.

### Traduction
- (en) Cet article est partiellement ou en totalité issu de l’article de Wikipédia en anglais intitulé « FitGirl Repacks » (voir la liste des auteurs).